# NGC 2212
NGC 2212 je galaksija u zviježđu Velikom psu.

## Vanjske poveznice
- SEDS: NGC 2212